# Поречье (Николаевская область)
Поречье (укр. Поріччя, до 1944 года нем. Rastadt / Rastatt) — село в Веселиновском районе Николаевской области на территории земель Малой Руси в составе Российской империи до 1918 года, Украинской ССР в составе СССР до 1991 года и независимой Украины. Основано в 1809 году.

## История
Новое поселение Российской империи было основано иммигрантами-католиками на территории Малороссии в 1809—1810 годах. Черноморские немцы прибыли из прирейнских провинций, опустошенных наполеоновскими войнами, и последовали призывному манифесту Александра I поселиться под Одессой. Первые семь колоний — Ландау, Мюнхен, Раштатт, Шпейер и Зульц, — были заселены католиками, а Рорбах и Вормс — протестантами. В 1925—1939 годах село под названием Раштадт входило в состав Карл-Либкнехтского немецкого национального района Николаевской области, а с 1932 года — Одесской области. Изначально колонисты принадлежали к району Грослибенталь. Верующие католики были прикреплены к приходу Ландау с 1811 года, а с 1813 года было образовано городище Березань (район Березанской слободы), занимавшее площадь в 55 597 десятин земли — имевшее административный центр в Ландау.

## Административно-территориальное деление
Почтовый индекс — 57013. Телефонный код — 5163. Занимает площадь 2,071 км².

## Местный совет
57013, Николаевская обл., Веселиновский р-н, с. Поречье, ул. Ленина, 23

## Демография
Население по переписи 2001 года составляло 746 человек.